# ۱۱۱۰ (خورشیدی)
۱۱۱۰ هزار و صد و دهمین سال هجری خورشیدی است.

## مناسبت‌ها
سیاسی
- ۱۲ بهمن - امضاء عهدنامه رشت میان ایران و امپراتوری روسیه که طبق آن قرارداد روسیه متعهد شد که از آن پس بر سرزمین‌های ایران در جنوب رود کر ادعای ارضی نداشته باشد